# 屈納赫河 (普萊夏赫河支流)
49°48′00″N 9°57′35″E / 49.8001°N 9.9598°E

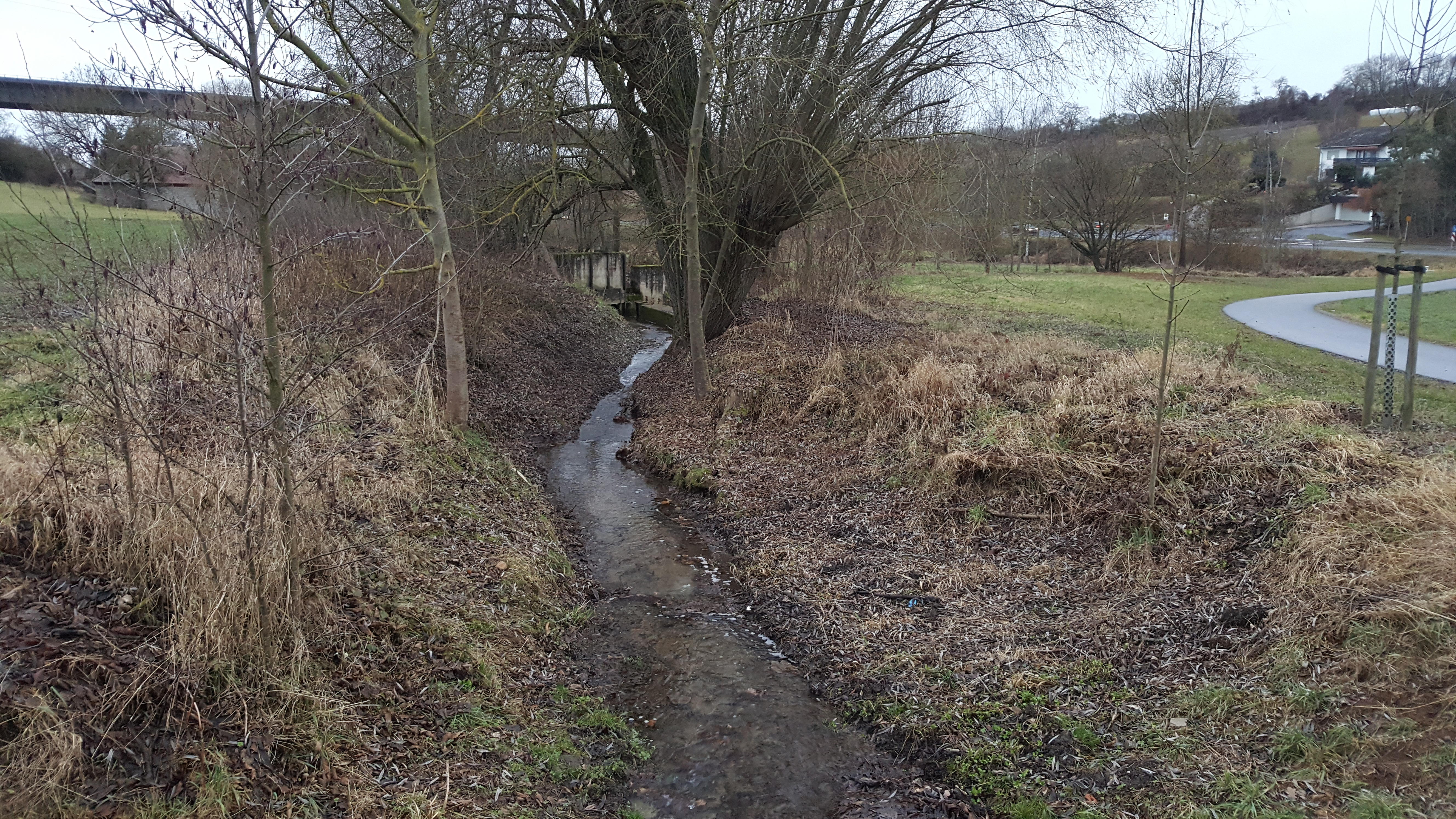

屈納赫河（德語：Kürnach），是德國的河流，位於該國東南部，由巴伐利亞負責管轄，屬於普萊夏赫河的左支流，河道全長12公里，流域面積32平方公里，發源自屈納赫以東。